# Musaranya d'ungles llargues de Pearson
La musaranya d'ungles llargues de Pearson (Solisorex pearsoni) és una espècie de mamífer de la família de les musaranyes (Soricidae). És monotípica dins el gènere Solisorex. És endèmica de Sri Lanka. El seu hàbitat natural són boscos secs tropicals o subtropicals o herbassars de plana secs tropicals o subtropicals. Es troba amenaçada per la pèrdua d'hàbitat.